# Wywiad Sił Powietrznych (Syria)

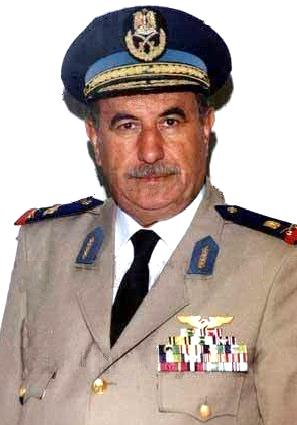
Muhammad al-Chuli, pierwszy dyrektor Wywiadu Sił Powietrznych

Wywiad Sił Powietrznych (arab. إدارة المخابرات الجوية, Idarat al-Muchabarat al-dżawwijja) – syryjska agencja wywiadowcza.
Wywiad Sił Powietrznych jest jedną z czterech agencji wywiadowczych działających w Syrii pod rządami partii Baas, obok Generalnego Dyrektoriatu Bezpieczeństwa, Wywiadu Wojskowego i Dyrektoriatu Bezpieczeństwa Politycznego. Utworzenie za rządów Hafiza al-Asada czterech struktur, których zadania często powielają się, miało na celu wymuszenie rywalizacji między nimi, co z kolei miało nie dopuścić do zbytniego wzrostu wpływów żadnej z nich. Każda z wymienionych struktur prowadzi odrębne operacje i utrzymuje własną sieć tajnych współpracowników, każda funkcjonuje, niezależnie od oficjalnych zadań, jako policja polityczna inwigilująca społeczeństwo i prowadząca działania przeciwko organizacjom uznanym za antyrządowe, w tym organizacjom zajmującym się obroną praw człowieka. Osoby zatrzymane przez jedną z agencji bezpieczeństwa sądzone były przez sądy wojskowe lub naczelny sąd bezpieczeństwa państwowego, w warunkach niegwarantujących sprawiedliwego postępowania. Szerokie kompetencje i faktyczną bezkarność gwarantował funkcjonariuszom agencji wywiadowczych obowiązujący w Syrii w latach 1963-2011 stan wyjątkowy.
Wywiad Sił Powietrznych nie prowadzi operacji wywiadowczych i kontrwywiadowczych na potrzeby syryjskich sił powietrznych. Jest to najmniej znana, najtajniejsza z czterech syryjskich agencji wywiadu, z tego powodu budząca największy lęk w społeczeństwie. Przez większą część okresu rządów Hafiza al-Asada na czele Wywiadu Sił Powietrznych stał jego bliski współpracownik i doradca, gen. Muhammad al-Chuli, zaś siedziba agencji mieściła się w pałacu prezydenckim w Damaszku.
Wywiad Sił Powietrznych brał udział w tłumieniu powstania islamistów w Syrii w 1982, zaś w grudniu 1999 prawdopodobnie zajmował się poszukiwaniami i aresztowaniami działaczy Islamskiej Partii Wyzwolenia. Wywiad Sił Powietrznych prowadził również operacje poza granicami Syrii, a w jego strukturach działają komórki zajmujące się ochranianiem członków elity władzy. W 1986 związany z wywiadem Nizar al-Hindawi usiłował dokonać zamachu na izraelski samolot na lotnisku Heathrow. Wywiad Sił Powietrznych brał udział w tłumieniu wystąpień przeciwko Baszszarowi al-Asadowi w 2011, które przerodziły się w syryjską wojnę domową. W kwietniu 2011, podczas rozpędzania jednej z manifestacji w Damaszku, funkcjonariusze agencji oddali strzały do tłumu, w rezultacie czego zginęły 43 osoby.

## Dowódcy
- Muhammad al-Chuli, 1963-1987[3]
- Ibrahim Huwajdżi, 1987-2002[4]
- Izz ad-Din Isma′il[5]
- Abd al-Fattah Kudsijja, -2009[6]
- Dżamil Hasan, od 2009[2].